# Taylan Kurt

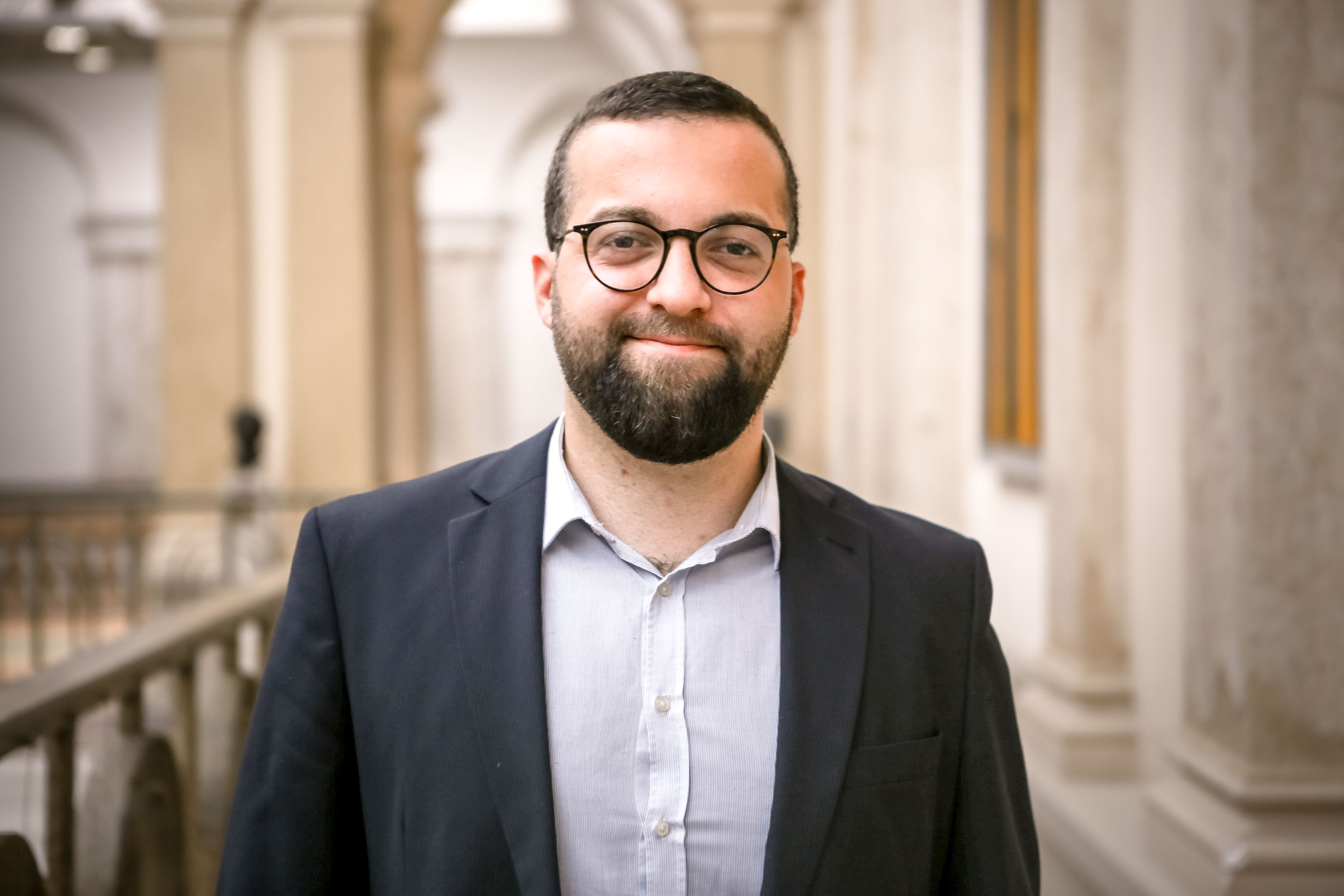
Taylan Kurt (2021)

Taylan Kurt (geboren 1988 in West-Berlin) ist ein deutscher Politiker (Bündnis 90/Die Grünen). Kurt engagierte sich für mehrere Jahre in der Bezirksverordnetenversammlung von Berlin-Mitte; seit der Abgeordnetenhauswahl 2021 ist er Mitglied des Berliner Landesparlamentes.

## Leben

### Ausbildung
Taylan Kurt wurde 1988 in Berlin als Sohn einer türkischstämmigen Gastarbeiterfamilie geboren. Er wuchs in Berlin-Moabit mit seiner Schwester bei seiner alleinerziehenden Mutter auf. Kurt studiert nach eigenen Angaben Politikwissenschaft.

### Politik
Kurt trat 2011 der Partei Bündnis 90/Die Grünen bei und begann sich zunächst als Bürgerdeputierter im Wirtschafts-, Kultur- und Integrationsausschuss der Bezirksverordnetenversammlung Mitte zu engagieren. Bei der Wahl im Jahr 2016 wurde er in das Bezirksparlament gewählt und hatte dort das Amt des Fachsprechers für Soziales, Wirtschaft und Ordnungsamtsangelegenheiten der grünen Fraktion inne.
2018 wurde er in den Landesparteirat des Berliner Landesverbandes von Bündnis 90/Die Grünen gewählt.
2021 nominierte der Landesverband der Grünen anlässlich der Abgeordnetenhauswahl 2021 Kurt für ein Direktmandat im Wahlkreis Mitte 4 sowie für den Platz 12 der Landesliste. Während des Wahlkampfes legte er seinen Schwerpunkt vor allem auf Armutsbekämpfung, Mieten- und Sozialpolitik. Bei der Wahl gewann Kurt sein Direktmandat mit 36,9 Prozent und zog direkt ins Abgeordnetenhaus ein. Bei der Wiederholungswahl 2023 konnte er seinen Sitz im Abgeordnetenhaus verteidigen.